# Sytuacja prawna i społeczna osób LGBT w Azji

Kontakty homosekualne legalne
Małżeństwa osób tej samej płci.
Legalne konkubinaty jednopłciowe
Brak statusu lub status nieznany
Kontakty homoseksualne nielegalne
Ograniczenie swobody wypowiedzi i wolności obywatelskiej
Niskie kary lub brak egzekucji kar
Wysokie kary
Kara dożywotniego więzienia
Kara śmierci

     Małżeństwa osób tej samej płci.
     Legalne konkubinaty jednopłciowe
     Brak statusu lub status nieznany
     Ograniczenie swobody wypowiedzi i wolności obywatelskiej
     Niskie kary lub brak egzekucji kar
     Wysokie kary
     Kara dożywotniego więzienia
     Kara śmierci

## Historia i kontekst kulturowy
Kraje azjatyckie nie są zwykle tolerancyjne dla mniejszości seksualnych, ale ich podejście do kwestii homoseksualizmu jest bardzo zróżnicowane. Niektóre z nich dopuszczają akty homoseksualne na zupełnie innych zasadach, niż jest to rozumiane w cywilizacji zachodniej – np. w Indiach istnieje od dawna społeczne przyzwolenie na homoseksualizm w ramach tzw. „trzeciej płci”, czyli hidźra – biologicznych mężczyzn, poddających się niekiedy kastracji i przyjmujących kobiece role społeczne. Podobnie w Chinach, homoseksualizm był powszechny i akceptowany np. w dawnym chińskim teatrze (gdzie nie mogły występować kobiety, wobec tego aktorzy grający postacie kobiece grali mężczyźni, zwykle zniewieściali homoseksualiści). Często europejskie pejoratywne rozumienie homoseksualizmu i wynikająca z niego homofobia była przynoszona do krajów azjatyckich wraz z kolonizacją europejską – takim przypadkiem był kodeks karny wprowadzony w Indiach przez Brytyjczyków w 1860, który za kontakty homoseksualne przewidywał karę śmierci. Została ona wprawdzie dość szybko zniesiona, lecz na wszystkich ziemiach kolonizowanych przez Wielką Brytanię za kontakty seksualne między mężczyznami określane jako sodomy law obowiązywało długoletnie i ciężkie więzienie. Dlatego też w krajach Dalekiego Wschodu, gdzie religie i systemy filozoficzne takie jak buddyzm czy taoizm bezpośrednio nie potępiały homoseksualizmu, jego penalizacja miała często związek z kontaktami z europejskim purytańskim prawem obyczajowym (tak było np. w Japonii).

## Prześladowanie i dyskryminacja
Najsilniejsza dyskryminacja osób homoseksualnych występuje w krajach, gdzie dominuje islam. Wszystkie kraje (nie tylko w Azji, ale na świecie), gdzie za kontakty homoseksualne przewidywana jest kara śmierci, są krajami islamskimi, gdzie dokonuje się egzekucji lub uwięzienia na podstawie islamskiego prawa szariatu. Jednak i w tych społeczeństwach były i są dopuszczane akty homoseksualne, jeśli tylko nie powodują, że dorosły mężczyzna staje się w nich stroną pasywną (penetracja w seksie analnym lub oralnym jest uznawana za szczególnie hańbiącą dla mężczyzny, który jest stroną bierną podczas seksu). Istnieją natomiast możliwości poufałości seksualnej między mężczyznami oraz seks pomiędzy dorosłym mężczyzną a chłopcem.
Dzisiejsze zachodnie rozumienie homoseksualności i orientacji seksualnej nie jest akceptowane w wielu krajach Azji, a sytuacja ta zmienia się bardzo powoli. Nieprzychylne stanowisko do homoseksualizmu mają także religie inne niż islam, jak np. hinduizm, ale również reżimy wojskowe i autorytarne. W przypadku władzy krajów, gdzie wprowadzana została azjatycka wersja marksizmu-leninizmu (np. maoizm) również władza nieprzychylnie odnosiła się do homoseksualistów (zakładano, że w takim „idealnym” państwie problem homoseksualizmu nie istnieje). Wciąż nie wprowadzono w całej Azji (oprócz Izraela) ustaw regulujących partnerstwo jednopłciowe. Widać jednak powoli tendencję do prawnej dekryminalizacji homoseksualizmu w niektórych krajach.

## Ochrona prawna przed dyskryminacją
Prawa antydyskryminacyjne wprowadziły dotychczas tylko Izrael, Tajlandia, Japonia i Republika Chińska (Tajwan). Propozycje wprowadzenia zakazu dyskryminacji ze względu na orientację seksualną pojawiają się również w innych krajach (Hongkong).

## Małżeństwa jednopłciowe
Jedynymi krajami azjatyckimi, gdzie uznawane są prawnie małżeństwa jednopłciowe jest Republika Chińska oraz Izrael. W przypadku Izraela taka możliwość istnieje od 2006 roku, jednak tylko w stosunku do małżeństw zawartych przez pary jednopłciowe za granicami kraju – na terytorium samego Izraela małżeństwa takie nie są udzielane. Istnieje również możliwość adopcji dzieci, ale tylko w przypadku, gdy jest to związek dwóch kobiet. W Republice Chińskiej zalegalizowano małżeństwa jednopłciowe, jednakże możliwość taką mają tylko obywatele państwa.
Próba legalizacji miała miejsce w Kambodży. W 2004 król Kambodży Norodom Sihanouk wyraził poparcie dla wprowadzenia małżeństw jednopłciowych, jednak żadna inicjatywa ustawodawcza nie została uruchomiona. W chwili obecnej kambodżańskie prawo nie oferuje żadnej formy regulacji związków osób tej samej płci.
W listopadzie 2008 Sąd Najwyższy Nepalu nakazał wprowadzenie równości małżeńskiej w Nepalu. Wyrok nie został dotąd (maj 2017) wprowadzony w życie.
W maju 2017 sąd konstytucyjny Tajwanu orzekł, że definicja małżeństwa jako związku mężczyzny i kobiety jest niezgodna z konstytucją. Ustawa nowelizująca kodeks cywilny w celu wprowadzenia równości małżeńskiej została złożona wcześniej w Yuanie Ustawodawczym przez rządzącą Demokratyczną Partię Postępową.
Ostatecznie rządowy projekt ustawy został przyjęty tydzień przed wyznaczonym przez sąd konstytucyjny terminem, 17 maja 2019.
23 stycznia 2025 roku Tajlandia, jako drugie państwo w Azji, zalegalizowała małżeństwa homoseksualne..

## Rejestrowane związki partnerskie
Konkubinaty dla par jednopłciowych zostały zalegalizowane w Izraelu w 1994. Poza tym od 2008 istnieje możliwość adopcji dzieci przez pary lesbijskie, jeśli jest to biologiczne dziecko jednej z partnerek. Oprócz Izraela nie ma obecnie państw na terenie Azji, gdzie legalne byłyby konkubinaty lub rejestrowane związki partnerskie dla par jednopłciowych.

## Sytuacja prawna osóbLGBTw poszczególnych krajach Azji
| Kraj                         | Legalizacja kontaktów homoseksualnych¹          | Zrównanie wieku² | Zakaz dyskryminacji³ | Związki osób tej samej płci4 | Małżeństwa osób tej samej płci5 | Adopcja dzieci6 | Prawo azylu7 | Możliwość korekty płci8 | Uwagi ogólne |
| ---------------------------- | ----------------------------------------------- | ---------------- | -------------------- | ---------------------------- | ------------------------------- | --------------- | ------------ | ----------------------- | --- |
| Republika Chińska (Tajwan)   | Zawsze był legalny                              | Tak              | Tak                  | -                            | Tak                             | Tak             | -            | Tak                     | |
| Bhutan                       | Nie                                             | Nie              | -                    | -                            | -                               | -               | -            | Nie                     | - |
| Mongolia                     | tak                                             | -                | -                    | -                            | Nie                             | Nie             | -            | -                       | - |
| Kambodża                     | Zawsze były legalne                             | Tak              | -                    | -                            | Nie                             | Nie             | -            | -                       | - |
| Nepal                        | Tak (od 2007)                                   | -                | Tak                  | -                            | Nie                             | Nie             | -            | -                       | Od września 2007 osobom transgenderycznym wydawane są dokumenty potwierdzające przynależność do trzeciej płci. Jest to prawnie chroniona mniejszość. W nepalskim spisie powszechnym, przeprowadzonym w maju 2011, Centralne Biuro Statystyczne oficjalnie uznawało trzecią płeć obok mężczyzny i kobiety. |
| Arabia Saudyjska             | Nie                                             | -                | -                    | -                            | Nie                             | Nie             | -            | -                       | System opiera się na prawie islamskim szariacie, zgodnie z którym za homoseksualizm grozi chłosta lub śmierć. |
| Armenia                      | Tak (od 2003)                                   | -                | -                    | -                            | Nie                             | Nie             | -            | ?                       | - |
| Japonia                      | Tak                                             | Tak              | Tak                  | -                            | Nie                             | Nie             | Tak          | Tak                     | - |
| Indie                        | Tak (od 2018)                                   | -                | -                    | -                            | Nie                             | Nie             | -            | Tak                     | - |
| Izrael                       | Tak (od 1988)                                   | Tak              | Tak                  | Tak                          | Tylko za granicą                | Tak             | ?            | Tak                     | - |
| Irak                         | Tak (od 2003) (Oprócz miejsc z prawem szariatu) | -                | -                    | -                            | -                               | -               | -            | ?                       | - |
| Indonezja                    | Tak (Oprócz Aceh)                               | -                | -                    | -                            | -                               | -               | -            | -                       | - |
| Iran                         | Nie                                             | -                | -                    | -                            | -                               | -               | -            | Tak                     | Sytuacja identyczna jak w Arabii Saudysjkiej |
| Gruzja                       | Tak (od 2000)                                   | Tak              | Tak                  | -                            | -                               | -               | -            | Tak                     | - |
| Zjednoczone Emiraty Arabskie | Nie                                             | -                | -                    | -                            | -                               | -               | -            | -                       | - |
| Kraj                         | Legalizacja kontaktów homoseksualnych           | Zrównanie wieku  | Zakaz dyskryminacji  | Związki osób tej samej płci  | Małżeństwa osób tej samej płci  | Adopcja dzieci  | Prawo azylu  | Możliwość korekty płci  | Uwagi ogólne |

## Chronologia
1988
Izrael – zniesienie kar za kontakty homoseksualne
1991
Hongkong – zniesienie kar za kontakty homoseksualne
1997
Chiny – zniesienie kar za kontakty homoseksualne
1998
Kazachstan, Kirgistan, Tadżykistan – zniesienie kar za kontakty homoseksualne
2001
Chiny – usunięto homoseksualizm z listy chorób
Japonia – wprowadzenie zakazu dyskryminacji ze względu na orientację seksualną
2003
Chiny, Filipiny – początek debaty parlamentarnej o legalizacji małżeństw jednopłciowych (w obu krajach nie wprowadzono do dziś takiej ustawy)
2007
Nepal – zniesienie kar za kontakty homoseksualne
Republika Chińska (Tajwan) – wprowadzenie zakazu dyskryminacji ze względu na orientację seksualną
2009
Republika Chińska (Tajwan) – największa azjatycka parada mniejszości seksualnych w Tajpej (ok. 25 tys. uczestników)
2018
Indie – Sąd Najwyższy zalegalizował kontakty homoseksualne
2019
Tajwan – jako pierwsze państwo w Azji zalegalizował małżeństwa homoseksualne.
2025
Tajlandia zalegalizowała małżeństwa homoseksualne.